# Gimnazjum św. Jana we Wrocławiu
Gimnazjum św. Jana we Wrocławiu (niem. Stadtisches Johannes-Gymnasium und Mittelschule) – miejskie gimnazjum realne działające we Wrocławiu w latach 1872–1934.
Była to szkoła siedmioklasowa, stawiająca duży nacisk na nauki przyrodnicze oraz języki nowożytne. Od początku swojego funkcjonowania cechowała się pluralizmem, co przejawiało się m.in. najwyższym odsetkiem (ok. 1/3) uczniów żydowskich wśród wszystkich szkół średnich Wrocławia oraz znacznym udziałem nauczycieli pochodzenia żydowskiego, wynoszącym ok. 1/3 grona pedagogicznego. Uważana też była za elitarną, gdyż wśród uczniów przeważały dzieci z rodzin bogatych kupców oraz dobrze sytuowanej inteligencji, np. lekarzy. W 1934 władze miejskie podjęły decyzję o de facto zamknięciu Gimnazjum św. Jana poprzez likwidację nazwy, przeniesienie do jego budynku Gimnazjum Zwinger i połączeniu społeczności obu szkół. Uczniom żydowskim ze szkoły św. Jana początkowo pozwolono uczyć się w nowej placówce, ale wskutek narastających represji ze strony nazistowskich uczniów musieli zrezygnować, ostatni odeszli w 1937.
Gmach szkoły przy Paradiesstrasse 3 (Worcella 3) zbudowano w latach 1865–1866 wg projektu Zimmermanna. Szkołę uruchomiono jednak dopiero w 1872, z powodu sporów o jej światopoglądowy charakter. Dwupiętrowy budynek miał kształt litery „T”, w skrzydle leżącym wzdłuż ulicy była siedziba gimnazjum i mieszkania kadry, a w poprzecznym skrzydle, idącym w głąb posesji i powiększonym w 1899 – aula zdobiona w stylu neorenesansowym i siedziba Mittelschule.
Nauczyciele
- Willy Cohn (1919-1933)[8]

Absolwenci
- Willy Cohn (1895-1906)[8]